# 三好雲仙
三好 雲仙（みよし うんぜん、文化9年（1812年） - 明治28年（1895年）4月12日）は、日本画家。

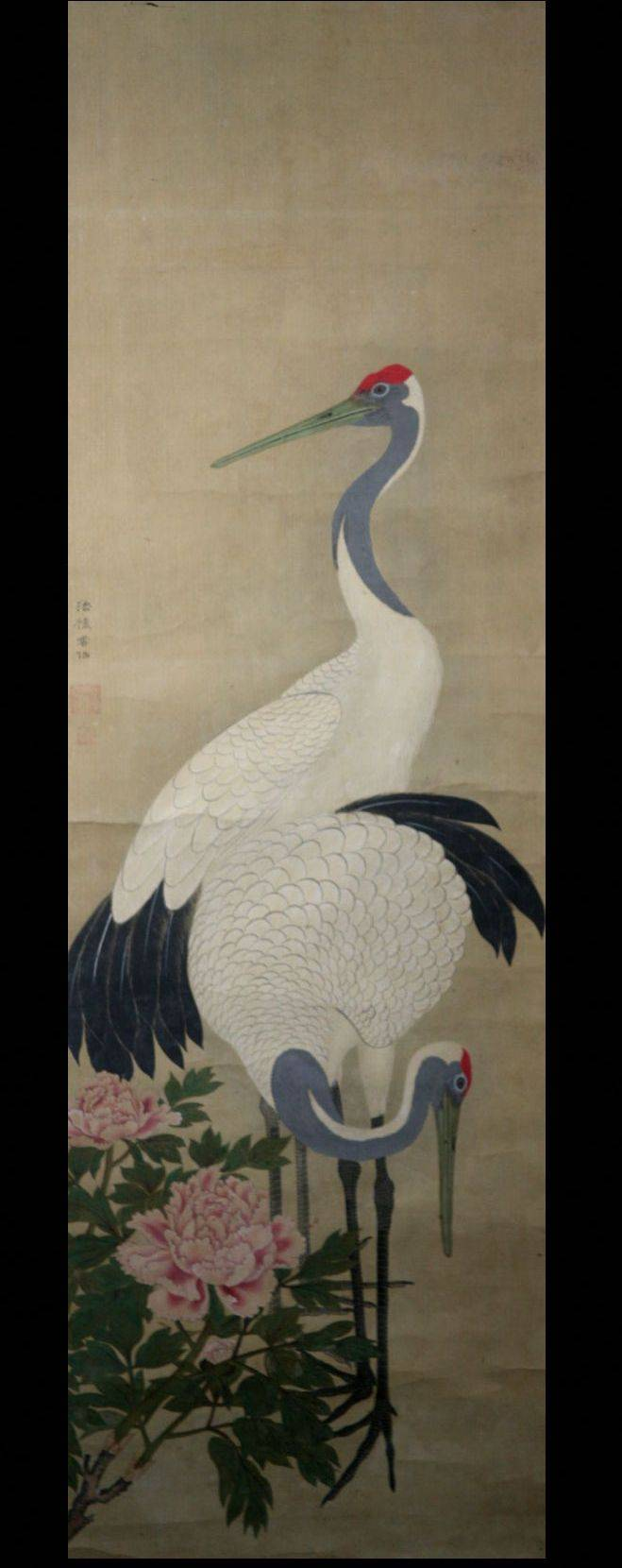
三好雲仙

## 人物
備中国真金（現・岡山県岡山市北区吉備津）の人。名は安平。
岡本豊彦門の古市金峨に師事し、岡本金波らとともに一門の四天王に数えられた。山水、人物など巧みに描き、東海道絵行脚をして有名になった。明治28年（1895年）没。享年84。
岡山県総社市井手の極楽寺に六曲屏風（明治14年（1881年）作）がある。

## 門下
- 中島雲哉
- 矢吹璋雲